# Domleschg (kommun)
Domleschg (rätoromanska: Tumleastga) är en kommun i regionen Viamala  i den schweiziska kantonen Graubünden. Kommunen har 2 219 invånare (2023) och ligger på östra sidan av floden Hinterrheins dalgång. Den bildades 2015 genom sammanslagning av de tidigare kommunerna Almens, Paspels, Pratval, Rodels och Tomils. Tomils bildades i sin tur 2009 genom en sammanslagning av kommunerna Tumegl/Tomils, Feldis/Veulden, Scheid och Trans. 
Namnet är taget efter landskapet med samma namn, trots att den bara omfattar en del av detta. Kommunens administration är förlagd till Tumegl/Tomils.

## Språk
Det traditionella språket är sutsilvansk rätoromanska, som förr var hela befolkningens modersmål. Under 1800-talet började detta språk alltmer trängas undan på bekostnad av tyska. Vid senaste folkräkningen hade endast 5% av befolkningen rätoromanska som modersmål. Längst har språket hållit sig i de byar som är mer avsides belägna på begssluttningen högt ovanför allfarvägen i dalbottnen. Skolundervisningen bedrivs helt och hållet på tyska.

## Religion
Ända sedan reformationen har området varit konfessionellt blandat. I Almens byggdes en egen kyrka för dem som gått över till den reformerta läran, för att undvika stridigheter med katolikerna som behöll den gamla kyrkan. Övriga kyrkor i dalbottnen - i Paspels, Rodels och Tomils - förblev katolska, medan de högre belägna bergsbyarna Trans, Scheid och Feldis/Veulden beslutade att låta sin kyrkor bli reformerta. Numera är befolkningen i de enskilda byarna tämligen blandade i avseende på trosinriktning.